# Rigard van Klooster

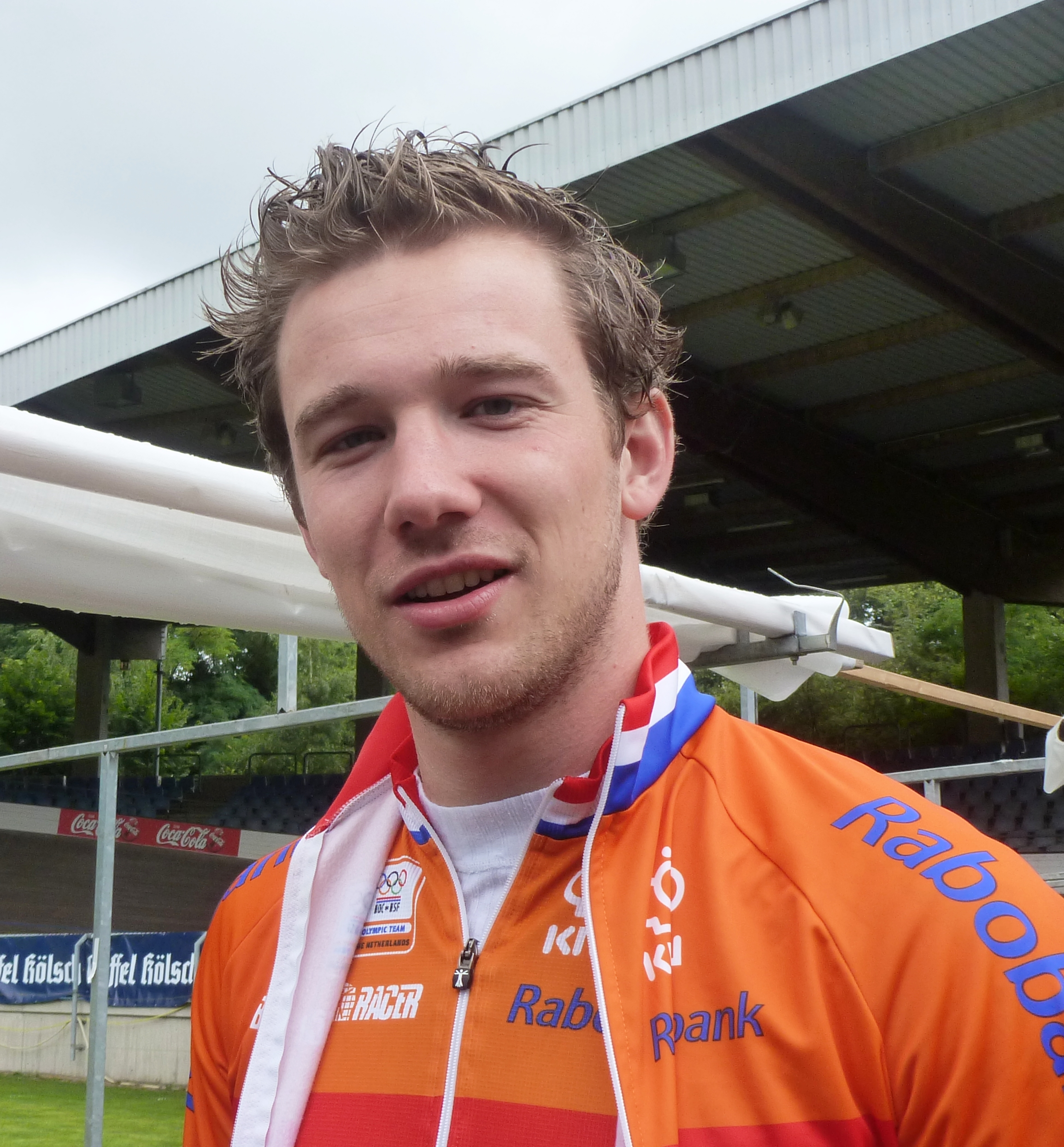
Rigard van Klooster

Rigardus Antonius „Rigard“ van Klooster (* 6. April 1989 in ’s-Hertogenbosch) ist ein ehemaliger niederländischer Bahnradsportler.
Seine Leistungssport-Laufbahn begann Rigard van Klooster als Eisschnellläufer. Er wurde Dritter der niederländischen Junioren-Meisterschaft und errang eine Goldmedaille bei den European Junior Games. 2011 gewann er die Dutch Classics.
Im selben Jahr sattelte van Klooster auf den Bahnradsport um. Bei den UEC-Bahn-Europameisterschaften 2012 in der Cido Arena im litauischen Panevėžys belegte er im Teamsprint Rang sechs, gemeinsam mit Hylke van Grieken und Matthijs Büchli. Im selben Jahr beendete er seine Laufbahn im Leistungssport und schloss im Jahr darauf sein Studium ab.